# ماریو بوسی (بازیکن فوتبال، زاده ۱۹۰۹)
ماریو بوسی (انگلیسی: Mario Bossi؛ زادهٔ ۲۳ ژانویهٔ ۱۹۰۹) بازیکن فوتبال اهل ایتالیا است.
از باشگاه‌هایی که در آن بازی کرده‌است می‌توان به باشگاه فوتبال سمپدوریا و باشگاه فوتبال آ.اس. رم اشاره کرد.